# Леньяно
Ленья́но (итал. Legnano, ломб. Legnan / Lignàn) — город в Италии, в провинции Милан области Ломбардия.
Население составляет 60 339 человек, плотность населения составляет 3412,84 чел./км². Занимает площадь 17,68 км². Почтовый индекс — 20025. Телефонный код — 0331.
Покровителем коммуны почитается святой Магн Миланский. Праздник ежегодно празднуется 5 ноября.
В 1176 году при Леньяно произошла битва между союзом ломбардских городов и королём Германии Фридрихом I Барбароссой, претендовавшим на власть в городах Северной и Средней Италии. Фридрих потерпел поражение, ему пришлось заключить мирный договор с Ломбардской лигой и отказаться от своих политических намерений. В честь этой битвы город упоминается в гимне Италии.
В городе был основан итальянский дом моды Dolce & Gabbana, здесь расположены его офисы.

## Города-побратимы
- Априка, Италия (2008)